# Robert Grosser
Robert Grosser (* 25. Februar 1941) ist ein ehemaliger deutscher Fußballspieler. In den 12960er Jahren spielte er für den FC Bayern sechsmal in der Oberliga und zweimal in der Regionalliga. Er ist der Bruder von Peter Grosser, dem Kapitän der Meistermannschaft des TSV 1860 München von 1966, und von Rudolf „Rudi“ Grosser, der mit Bayern in der Bundesliga spielte und danach in die Schweizer Nationalliga A wechselte.

## Karriere
Grosser gehörte in der Saison 1960/61 dem FC Bayern München an, für den er als Mittelfeldspieler sechs Spiele in der seinerzeit höchsten deutschen Spielklasse und sieben Freundschaftsspiele bestritt. An der Seite seines älteren Bruders Peter debütierte er am 21. August 1960 (2. Spieltag) in der Oberliga Süd, beim 4:4-Unentschieden im Auswärtsspiel gegen den SV Waldhof Mannheim. In der Folgesaison bestritt er lediglich drei Freundschaftsspiele; aufgrund einer schweren Verletzung kehrte er ein Jahr später zu den Bayern zurück. In der Saison 1962/63 bestritt er ein weiteres Freundschaftsspiel und kam des Weiteren am 13. März 1963 im Viertelfinale des Wettbewerbs um den Messestädte-Pokal bei der 1:4-Niederlage daheim gegen Dinamo Zagreb zum Einsatz.
In der Saison 1963/64 absolvierte er – bedingt durch die 1963 neu gegründete Bundesliga – zwei Spiele in der zweitklassigen Regionalliga Süd. Dabei kam er am 21. März 1964 (28. Spieltag) beim 2:2-Unentschieden im Heimspiel gegen den TSV Schwaben Augsburg und am 31. Mai 1964 (38. Spieltag) beim 3:3-Unentschieden im Auswärtsspiel gegen die SpVgg Neu-Isenburg zum Einsatz; im Letzteren spielte er an der Seite seines jüngeren Bruders Rudolf. Weiterhin wurde er in zwei Pokalspielen eingesetzt; zunächst am 29. September 1963 beim 4:1-Erstrundensieg über den FC Wacker München im Wettbewerb um den Süddeutschen Pokal, bei dem ihm das Tor zum 2:0 in der 28. Minute gelang, dann, am 9. Oktober 1963 bei der 2:3-Niederlage gegen den FC Rouen in der 1. Runde der Gruppensieger im Wettbewerb um den International Football Cup. Am Saisonende beendete er seiner aktive Fußballerkarriere.